# Survivor (filme)
Survivor (Brasil: Perseguindo Abbott / Portugal: Sobrevivente) é um filme de ação, espionagem e suspense britânico-estadunidense de 2015 dirigido por James McTeigue e escrito por Philip Shelby. O filme é estrelado por Milla Jovovich, Pierce Brosnan, Robert Forster, Angela Bassett, Roger Rees, Antonia Thomas, James D'Arcy, Frances de la Tour, Genevieve O'Reilly, e Dylan McDermott.
O filme foi lançado nos cinemas no Reino Unido em 5 de junho de 2015 e direto para vídeo nos Estados Unidos em 23 de junho de 2015. 

## Sinopse
Johnny Talbot (Paddy Wallace), um soldado americano servindo no Afeganistão, é capturado por terroristas e forçado a testemunhar a execução de seu camarada, Ray (Parker Sawyers).
Kate Abbott (Milla Jovovich) é uma agente do Serviço de Segurança Diplomática que trabalha para a Embaixada dos Estados Unidos em Londres, que começou a trabalhar no governo depois que a maioria de seus amigos foram mortos nos ataques de 11 de setembro. Enquanto ela está implementando regras novas e mais rígidas para pedidos de visto de suspeitos de terrorismo em potencial, a maioria de sua equipe é morta enquanto estava em um restaurante para o aniversário de seu superior, Bill Talbot (Robert Forster) Bill é o pai de Johnny e está sendo chantageado sob a ameaça de morte de Johnny. Ele demorou a comparecer à festa para voltar à sua mesa e apagar os registros dos vistos que aprovou para terroristas que entram nos Estados Unidos. Kate sobrevive ao bombardeio quando sai do restaurante para comprar um presente de última hora para Bill.
Uma investigação sobre o ataque revela que a bomba tem vestígios de cromo, levando seu superior na embaixada, Sam Parker (Dylan McDermott), a deduzir que o responsável era o 'Relojoeiro' (Pierce Brosnan), um dos assassinos mais procurados do mundo, conhecido por seu trabalho de precisão, que detonou uma bomba com traços semelhantes em Paris dois anos antes. Ninguém conhece a aparência do Relojoeiro, pois ele já passou por muitas cirurgias plásticas ao longo dos anos. As tentativas subsequentes de Kate para descobrir a causa da explosão revelam que Bill estava sendo chantageado para permitir a passagem de certos solicitantes de visto após a captura de Johnny, e o homem por trás do ataque era de fato o Relojoeiro. Seus esforços revelam um plano para detonar outra bomba na Times Square na cidade de Nova York durante as celebrações da véspera de ano-novo.
Enquanto ela realiza sua própria investigação, ela é atacada por Bill, matando-o sem querer em legítima defesa. Mais tarde, ela é classificada, por meio de testemunhas e imagens, como suspeita dos ataques perpetrados por outras pessoas na embaixada e até mesmo na Rede de TV britânica, forçando-a a se esgueirar de volta à embaixada para criar passaportes falsos para seguir o Relojoeiro até Nova York, com o apoio de Sam e sua amiga Sally (Frances de la Tour), as únicas duas pessoas que acreditam em sua inocência.
Enquanto isso, o Relojoeiro usa um rifle de precisão Steyr HS calibre .50 para disparar uma bala incendiária em uma esfera cheia de gás explosivo no topo de um bloco vazio de apartamentos em Tower Hamlets. O prédio está devastado. Mais tarde, o Relojoeiro revela que está ciente de que o objetivo do ataque de seu cliente na Times Square não é terrorismo, mas financeiro. Ele pretende apostar contra a bolsa e ganhar milhões quando a bolsa reabrir. O Relojoeiro exige metade dos lucros, ameaçando cancelar o ataque, e o cliente concorda.
O Relojoeiro parte para Nova York. O Dr. Emil Balan (Roger Rees), está motivado para vingar a morte de sua falecida esposa quando seu visto para os Estados Unidos foi adiado e ela não recebeu tratamento médico de emergência a tempo. Em Nova York, ele coordena o enchimento do baile de Réveillon com gás explosivo. O trabalho do Relojoeiro é atirar na esfera e acender o gás. Balan encontra o Relojoeiro no topo de um arranha-céu a poucos quarteirões da Times Square. O Relojoeiro mata Balan, removendo qualquer conexão de volta com ele. Kate deduz a trama e encontra o Relojoeiro, a momentos de disparar a bomba. Depois de uma luta, ela consegue jogar o Relojoeiro para fora do prédio. Ele cai para a morte na badalada da meia-noite.
Sua suspeita sobre Balan é justificada e seu nome é limpo. Ela recebe uma ligação de Sam, que se recuperou de ferimentos recentes, parabenizando-a.

## Elenco
- Milla Jovovich como Katherine "Kate" Abbott, oficial do Serviço de Relações Exteriores da Embaixada dos Estados Unidos em Londres.
- Pierce Brosnan como Nash, um assassino notório, conhecido como o Relojoeiro.
- Angela Bassett como Maureen Crane, Embaixadora dos Estados Unidos no Reino Unido.
- Dylan McDermott como Sam Parker, superior de Abbott na Embaixada dos Estados Unidos em Londres.
- Frances de la Tour como Sally, analista da Embaixada dos Estados Unidos em Londres.
- Robert Forster como Bill Talbot, oficial sênior do Serviço de Relações Exteriores dos Estados Unidos na Embaixada dos Estados Unidos em Londres.
- Roger Rees como Dr. Emil Balan, um cientista especializado em gases combustíveis. Este foi o papel final de Rees antes de sua morte.
- Benno Fürmann como Pavlou, um empresário poderoso e sem escrúpulos.
- James D'Arcy como Inspetor Paul Anderson, oficial do Comando de Contra-Terrorismo do Serviço de Polícia Metropolitana.
- Genevieve O'Reilly como Lisa Carr, fotógrafa e amiga próxima de Abbott.

Regé-Jean Page, Antonia Thomas, Jing Lusi e Sean Teale interpretam os colegas de Kate na equipe de vistos: Robert Purvell, Naomi Rosenbaum, Joyce Su e Alvin Murdock. Sonya Cassidy aparece como a mão direita de Anderson, Helen.
Paddy Wallace e Parker Sawyers interpretam Johnny Talbot e Ray, dois soldados americanos na cena de abertura do filme.

## Produção
As filmagens principais do filme Survivor começaram no dia 20 de janeiro de 2014 em Londres. As filmagens ocorreram em Londres por cinco semanas antes da produção ser transferida para Sófia, Bulgária, por três semanas. Emma Thompson foi escalada e apareceu no material promocional do filme, mas desistiu no último minuto.

## Lançamento no cinema e lançamento na mídia doméstica
Alchemy adquiriu os direitos de distribuição do filme nos Estados Unidos em 20 de março de 2015. O filme teve um lançamento limitado e um vídeo sob demanda nos Estados Unidos em 29 de maio de 2015. Lionsgate lançou o filme no Reino Unido em 5 de junho de 2015.
Survivor foi lançado em DVD e Blu-ray nos Estados Unidos em 23 de junho de 2015, e foi lançado no Canadá e outros países em 7 de julho de 2015.

## Recepção
Survivor recebeu críticas quase uniformemente negativas dos principais revisores. No Rotten Tomatoes, o filme tem uma taxa de aprovação de 8% com base em 51 resenhas, com uma classificação média de 3.65/10. O consenso dos críticos do site diz: "Tomando emprestado muito de melhores filmes a serviço de uma história previsível, Survivor lutará para manter o interesse até mesmo dos fãs mais ávidos de suspense de ação." IGN premiou Survivor 5 de 10, dizendo "O filme é particularmente decepcionante como McTeigue também dirigiu V for Vendetta, um olhar muito mais nítido, muito mais intrigante, muito mais instigante em nosso mundo pós-11 de setembro." Em setembro de 2015, o filme teve uma pontuação de 26 em 100 de 11 críticos no Metacritic, com a maior pontuação vindo de Roger Moore no Movie Nation e Peter Sobczynski de Roger Ebert (ambos com 50 pontos em uma escala de 100).
O filme recebeu raras críticas positivas - por exemplo, do The National (Abu Dhabi).